# Gruppo Contship Italia
Il Gruppo Contship Italia è un'azienda operante nel settore dei terminal container, trasporto intermodale e logistica, controllato dal 1999 dal gruppo tedesco Eurokai della famiglia Eckelmann.

## Storia
Contship (contrazione di "Container Shipping") viene fondata nel 1969 dall'imprenditore Angelo Ravano, ligure di Lavagna. Inizia ad occuparsi di trasporti marittimi containerizzati dopo aver ricevuto dal gruppo Fiat l'incarico di provvedere al trasporto di pezzi di vetture dal nuovo porto di Marsiglia a Casablanca. Poi nel 1971 gestisce a La Spezia il primo porto container privato italiano, nel 1993 ha l'intuizione di trasformare il porto inutilizzato di Gioia Tauro in un porto hub al servizio delle grandi navi portacontainer che caratterizzeranno lo sviluppo dei trasporti dall'Estremo Oriente. Ravano muore a Lugano nel 1994 a 75 anni dopo aver firmato pochi mesi prima il protocollo d'intesa con il governo italiano per dare vita al progetto hub. La sua idea sarà poi portata avanti dall'economista d'impresa Marco Vitale, diventando operativa nel 1995 con l'arrivo a Gioia Tauro della prima nave container.
Alla fine degli anni novanta Contship, si afferma come un'azienda globale con servizi operanti in Sud America, Stati Uniti, il Pacifico, l’Australia Sub Continentale ed il Medio Oriente.Sogemar, società del Gruppo, si fonde con Intermodale Italia, creando il più grande network intermodale in Italia.
A partire dal 1997, con la cessione al gruppo CP Ships (oggi Hapag Lloyd) di Contship Containerlines, il ramo di azienda specializzato nel trasporto marittimo, Contship Italia focalizza le proprie attività sulla gestione dei terminal portuali e sulla logistica intermodale, il nuovo core business dell'azienda dopo la cessione nel 1999 dell'azienda da parte dei figli di Ravano al gruppo Eurokai, il più grande operatore terminalistico indipendente in Europa.
Contship Italia è attiva con i network di La Spezia, Ravenna, Cagliari, Salerno e Tangeri dopo aver ceduto nell'aprile 2019 il controllo della società che gestisce il terminal di Gioia Tauro ad una società della Mediterranean Shipping Company. Nel giugno 2019 Contship Italia lascia dopo 16 anni anche il porto di Cagliari.
Nel Gennaio 2021, dopo 18 mesi di lavori e un investimento pari a 175 milioni di Euro, è stato inaugurato il nuovo terminal Tanger Alliance presso porto di Tanger Med in Marocco. Il terminal di transhipment dispone di una banchina lunga 800m, con una profondità delle acque pari a 18m e consentirà un ulteriore sviluppo dei flussi commerciali nell’area di Gibilterra, uno dei crocevia strategici per il traffico marittimo regionale e globale.
Nel mese di giugno 2024 è stata lanciata la gara per l’ampliamento del Molo di Ravano di La Spezia Container Terminal. LSCT punta così a ottenere nuove quote di traffico guadagnando una sempre maggiore rilevanza nel commercio e nella logistica globale. Il termine dei lavori è previsto a inizio 2027.
L'azienda si propone oggi come integratore della logistica containerizzata promuovendo l'intermodalità e lo sviluppo di nuovi terminal container mediterranei con grandi partner internazionali.

## Società
Terminal marittimi:
- Eurogate Tanger[14]
- LSCT - La Spezia Container Terminal[15]
- TCR - Terminal Container Ravenna[16]
- Tanger Alliance
- SCT - Salerno Container Terminal[17]
- Damietta Alliance (inizio operazioni previsto a gennaio 2025)

Società intermodali logistiche:
- RHM - Rail Hub Milano - Melzo[18]
- Hannibal Spa[19]
- Oceanogate Italia[20]
- Sogemar[21]